# Is-Swieqi
Is-Swieqi, connue aussi comme Swieqi, est une ville de Malte située sur les hauteurs de San Ġiljan (au-dessus de San Pawl il-Baħar connue en maltais comme San Ġorġ il-Baħar).
Elle se confond souvent avec Paceville (lieu-dit de la localité de San Ġiljan) du fait de l'expansion immobilière qui fait de Swieqi une banlieue aisée de San Ġiljan.

## Géographie
| Naxxar   | Pembroke  |            |
| Għargħur | Swieqi    | San Ġiljan |
|          | San Ġwann |            |

## Patrimoine et culture

### Personnes notables
- Francis Ebejer (1925-1993), romancier et dramaturge maltais, décédé à Swieqi.